# Ferdinand Apshoven der Ältere
Ferdinand Apshoven der Ältere, auch Ferdinand Apshoven I., Ferdinand Abshoven, Ferdinand Abtshoven und Ferdinand van Apshoven, (getauft 17. Mai 1576 in Antwerpen; † zwischen dem 18. September 1654 und dem 18. September 1655 ebenda) war ein flämischer Maler.

## Leben und Werk
Ferdinand Apshoven d. Ä. war der Sohn eines möglicherweise aus Deutschland stammenden Mannes gleichen Namens. Er war der Vater der ebenfalls als Maler bekannten Thomas van Apshoven und Ferdinand Apshoven d. J. und ein Neffe von Caspar de Crayer. Sein genaues Geburtsdatum ist nicht bekannt; er wurde am 17. Mai 1576 in der Sint-Andrieskerk in Antwerpen getauft. Er war ein Lehrling des Malers Adam van Noort, in dessen Werkstatt er ab 1592/93 arbeitete. Ab 1596/97 wird er als Freimeister in den Liggeren der Antwerpener Lukasgilde geführt. In den Jahren 1597 bis 1621 bildete er in seiner eigenen Werkstatt mindestens sieben Schüler aus: Jan Michielsen (1597/98), Alaert du Gangier (1601/02), Jacob Jacobsen, Gaspar Couvreur (beide 1604/05), Peeter Geerkens (1613/14), Peeter Isak (1617) und Hans van Wolschaeten (1620/21). Eine erste Ausbildung seiner beiden Söhne Thomas und Ferdinand ist dokumentarisch nicht belegt, aber wahrscheinlich. Von 1620 bis 1621 war er ein Mitglied der Haakbusgilde. Von 1627 bis 1644 ist er als Berater der Sodaliteit der gehuwde jongmans van de Jezuïeten belegt.
Am 29. August 1617 heiratete er Eleonora (Linnotor) Wijns, mit der er acht Kinder hatte. Sein genaues Todesdatum lässt sich nicht ermitteln; er scheint aber zwischen dem 18. September 1654 und dem 18. September 1655 in Antwerpen verstorben zu sein.
Sein künstlerischer Werdegang liegt heute völlig im Dunkeln, da sich ihm derzeit kein einziges Werk zuordnen lässt. Es ist wahrscheinlich, dass er gleich seinem Lehrer als Historienmaler tätig gewesen ist. Daneben scheint er aber auch noch Porträts gemalt zu haben; ein solches, das Bildnis des Thomas Courtois, ist durch Th. van Lerius dokumentarisch belegt.